# Phaeotrichosphaeria indica
Phaeotrichosphaeria indica är en svampart som beskrevs av Sivan. & N.D. Sharma 1983. Phaeotrichosphaeria indica ingår i släktet Phaeotrichosphaeria, ordningen kolkärnsvampar, klassen Sordariomycetes, divisionen sporsäcksvampar och riket svampar.   Inga underarter finns listade i Catalogue of Life.